# Ordre canonial régulier du Saint-Sépulcre
Ne doit pas être confondu avec Ordre équestre du Saint-Sépulcre de Jérusalem.
L’ordre canonial régulier du Saint-Sépulcre, chanoines du Saint-Sépulcre ou congrégation du Saint-Sépulcre est un ordre religieux de chanoines réguliers créé par Godefroy de Bouillon après la prise de Jérusalem en 1099. Suivant la règle de saint Augustin, cet Ordre a pour fonction la protection du Saint-Sépulcre mais aussi la vie liturgique du sanctuaire. Avec l’extension des conquêtes en Terre sainte, l’Ordre se développe en étendant sa mission de protection des lieux saints sur l’ensemble du royaume franc de Jérusalem.
Avec la perte des États latins d'Orient, l’Ordre se replie sur l’Europe. En 1489, Innocent VIII décide la suppression de l’ordre canonial et son incorporation à l’ordre de Saint-Jean de Jérusalem.

## Le chapitre du Saint-Sépulcre en Terre Sainte

### Le chapitre séculier (1099-1114)
Lors de la prise de Jérusalem par les croisés de la première croisade, le patriarche de la ville sainte, Syméon II, ne s’y trouve plus. Sa cathédrale, l’église du Saint-Sépulcre, se trouve alors disponible pour l’installation d’un patriarche latin —poste auquel Arnoul de Chocques sera nommé le 1er août 1099, après quelques difficultés. Toutefois, selon Albert d'Aix, Foucher de Chartres et Guillaume de Tyr, c’est à Godefroy de Bouillon que l’on doit la décision, dès sa désignation comme avoué du Saint-Sépulcre, d’installer un chapitre de vingt chanoines chargés d’assurer la liturgie des Heures et la célébration de la messe dans cette église. Leur autre mission sera d’assister le patriarche dans ses tâches spirituelles et matérielles.
Cette fondation s’inscrit dans le mouvement de réforme grégorienne qui se développe en Occident au XIe siècle, et dans la lignée du synode de Latran de 1059. Si celui-ci recommande le choix pour les chapitres d’une organisation régulière, c’est-à-dire la pratique d’une vie en communauté intégrale et le vœu de pauvreté pour les membres, il apparaît que celui mis en place à Jérusalem a fait le choix d’une organisation séculière, c’est-à-dire avec une vie en communauté réduite et le maintien de la propriété individuelle pour chaque chanoine.
De fait, afin de permettre à ces chanoines d’assurer leur subsistance, Godefroy de Bouillon leur constitue d’importantes prébendes, et leur donne de belles maisons proches du Saint-Sépulcre. Guillaume de Tyr observe que ce faisant, « il conserva l’institutio qu’observent les grands et les très célèbres églises d’au-delà des monts, fondées par les princes pieux ». En plus de cette dotation du souverain, les chanoines bénéficient également des offrandes faites par les fidèles. C’est une de ces offrandes, qui devait être partagée entre eux, l’Hôpital et le roi Baudouin Ier, et que le patriarche Daimbert avait accaparée, qui causera la dispute forçant au départ de ce dernier en 1102.
En 1103, le nouveau patriarche Evremar réforme l’attribution des prébendes aux chanoines, ce qui renforce encore le caractère séculier du chapitre. Il limite la dotation annuelle de chacun à 150 besants. De plus, les biens de la communauté sont transformés en plusieurs bénéfices individuels, qui sont attribués à chaque chanoine en fonction de sa dignité et de ses fonctions. Cette réforme entraîne une inégalité de situation entre chanoines, les uns se retrouvant dans l’opulence tandis que d’autres vivent dans la pauvreté. Dans les années qui suivent, cette situation devient tellement marquée qu’en 1112 le patriarche Gibelin de Sabran, sur les conseils d’Arnoul de Choques, exhorte les chanoines à être fidèles aux usages de vie en communauté des chapitres des autres Églises, et demande à Baudouin Ier de les y obliger.
En 1110, un chanoine du Saint-Sépulcre, nommé Aschetinus ou Ancelin, devient sur intervention royale le premier évêque du diocèse de Bethléem,.

### Le chapitre régulier (1114-1291)

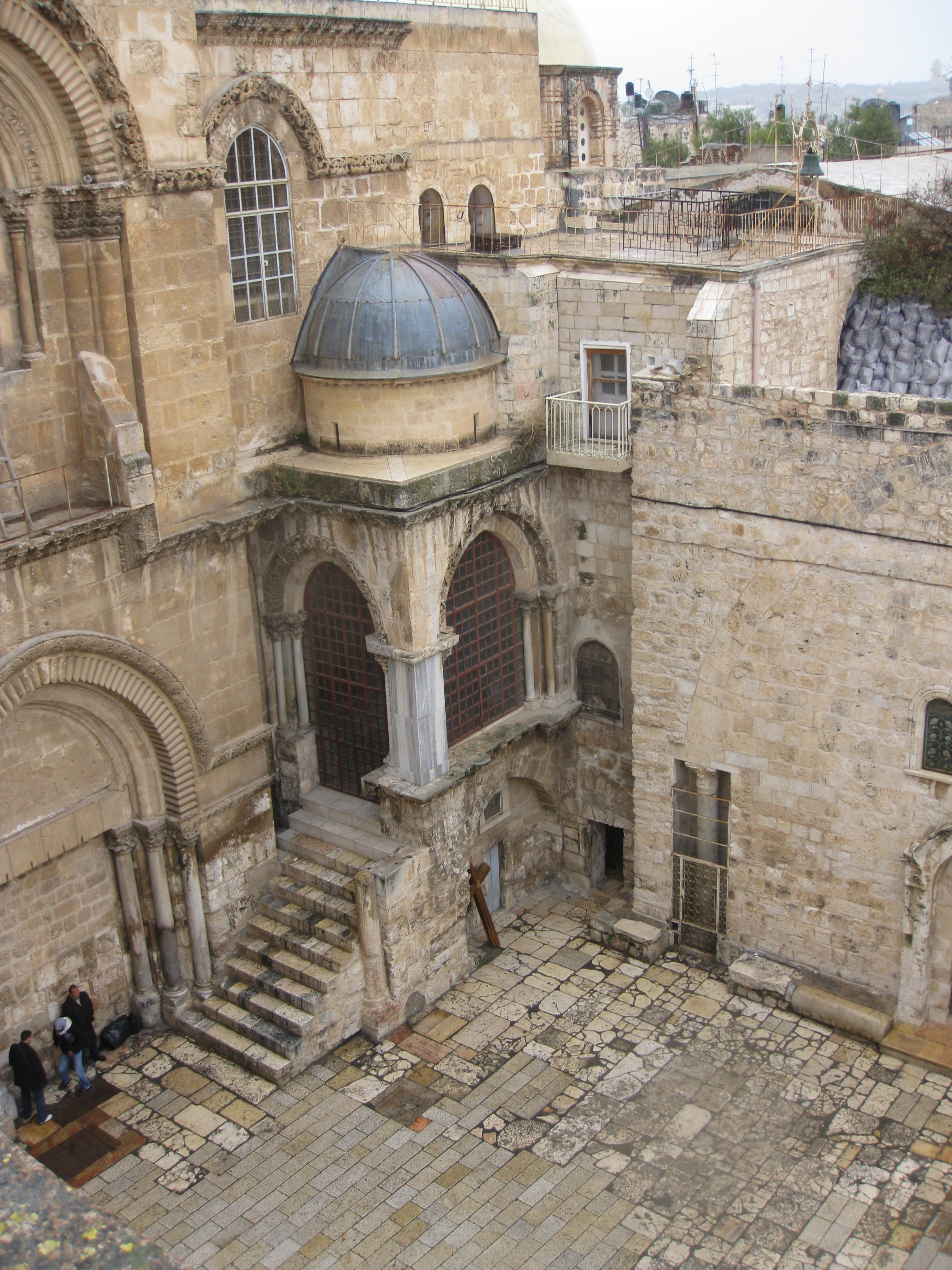
La chapelle des Francs et le Moustier del Sépulcre en 2010.

Peu après la mort de Gibelin, en avril 1112, Arnoul de Chocques est de nouveau nommé au siège patriarcal de Jérusalem, qu’il avait déjà brièvement tenu en 1099. C’est lui qui va réformer le chapitre du Saint-Sépulcre en 1114, en imposant aux chanoines de suivre intégralement la règle de saint Augustin, et plus précisément la Regula tertia,. Ceux qui refusent sont exclus du chapitre. Il s’agit là d’un changement important, d’une amplitude supérieure à celle d’une simple réforme : le privilège publié par Arnoul s’intitule Transmutatio canonicorum secularium in regulares, « Transformation des chanoines séculiers en réguliers », et emploie le terme renovatio, qui implique un retour à la pureté originelle. Ce même privilège stipule que le patriarche agit avec l’approbation de Baudouin Ier. Il agit également avec l’approbation du pape, et le 6 juillet 1122, Calixte II publie une bulle confirmant cette transformation,.
Guillaume de Tyr, qui n’apprécie guère Arnoul, rapporte que cette réforme avait pour but de remplacer les riches chanoines nommés par Godefroy de Bouillon par des chanoines réguliers d’origine modeste, lui étant tout acquis. La réalité semble moins sombre, car malgré la réputation de mauvaise vie d’Arnoul, son action a surtout eu pour but de réformer les mœurs corrompues des chanoines séculiers. De fait, elle s’inscrit bien dans le cadre de la réforme grégorienne, et l’histoire du chapitre de Jérusalem, avec ses abus et leurs réformes, son passage du séculier au régulier, et jusqu’aux termes employés dans les textes, est à l’image de l’évolution des chapitres de chanoines en Occident aux XIe et XIIe siècles.
Les chanoines réguliers sont obligés au vœu de pauvreté individuel et à la vie en commun, y compris pour le sommeil et les repas. Afin d’assurer les revenus du chapitre, Arnoul lui concède une dotation composée de la moitié des offrandes faites au Saint-Sépulcre, des deux tiers de la cire offerte pour l’éclairage, de la totalité des offrandes faites à la Vraie Croix dont ils doivent assurer la garde —sauf le Vendredi saint et aux moments où elle est sous la garde du patriarche—, des dîmes prélevées à Jérusalem et dans ses environs, de la moitié du bénéfice donné par Baudouin Ier lors de la création du diocèse de Bethléem, et des églises Saint-Pierre de Jaffa et Saint-Lazare,. Le lieu de vie des chanoines, appelé « Moustier del Sépulcre », est accolé au côté sud-ouest de l’église du Saint-Sépulcre. Depuis celle-ci, ils y accèdent par une porte située dans la chapelle dite des Francs, à côté de celle du Calvaire. Ce moustier comprend réfectoire, dortoir, salle capitulaire, cellier, cuisine et autres pièces communes, toutes ordonnées autour d’un cloître ; ces bâtiments existent toujours au XXIe siècle, et sont occupés par des moines coptes et éthiopiens.
Plusieurs membres du chapitre du Saint-Sépulcre obtiendront de hautes charges ecclésiastiques au sein du Royaume de Jérusalem. Trois d’entre eux seront nommés patriarches : ce seront Guillaume de Messines en 1130, Foucher d'Angoulême en 1146, et Amaury de Nesle en 1158. Trois chanoines seront également archevêques de Tyr : Guillaume l’Anglais en 1128, Foucher d’Angoulême en 1134 —avant son élection comme patriarche—, et Pierre de Barcelone en 1148. Enfin, en 1168, un chanoine appelé Guérin sera nommé archevêque de Pétra, c’est-à-dire du diocèse recouvrant la seigneurie d'Outre-Jourdain.
Du fait de ses fonctions liturgiques au Saint-Sépulcre, première église du royaume Franc et point d’orgue du pèlerinage de Jérusalem, le chapitre reçoit de nombreuses donations. Une partie de celles-ci viennent d’Occident ; il faut d’ailleurs noter qu’elles ne sont que la continuation d’un usage établi, le clergé orthodoxe recevant de nombreux dons avant les croisades, même après le schisme de 1054. Dès 1114, plusieurs privilèges de Baudouin Ier confirment les donations faites par Godefroy de Bouillon. À sa suite, et tout au long de l’existence du chapitre en Terre sainte, les rois de Jérusalem continueront à en effectuer, imités par les souverains européens, les nobles, et jusqu’aux simples fidèles. Le patriarche de Jérusalem lui-même effectue des donations fréquentes. Ces donations peuvent être de nature financière, avec des dons ponctuels ou l’abandon de dîmes et redevances ; mais il s’agit principalement de biens immobiliers, comme des maisons situées à Jérusalem, ou des domaines agricoles.
Les plus importantes donations sont de nature ecclésiastique. Outre l’église Saint-Pierre de Jaffa, donnée en 1103 par Evremar, les patriarches donneront au chapitre les églises Notre-Dame de Tyr, en 1124 ou 1127, de la Quarantaine en 1134, du Mont Pèlerin, ou du Saint-Sépulcre de Saint-Jean-d'Acre. Ces possessions seront confirmées par bulle pontificale, telle une d’Honorius II en 1128 qui mentionne sept églises en Palestine, dont trois appartiennent aux chanoines avec le village qui les entoure. Dès cette époque, le chapitre du Saint-Sépulcre est également propriétaire en Occident, puisque cette même bulle recense deux églises en Italie, dix en France et quarante-deux en Espagne, ainsi que de nombreuses autres propriétés, manses et hôpitaux. Au XIIIe siècle, le chapitre possédera jusqu’à 85 églises en Terre sainte et en Europe, les plus importantes formant des  prieurés accueillant une communauté de chanoines du Saint-Sépulcre.
La vie des chanoines dans le royaume de Jérusalem n’est pas toujours calme. Ainsi, en 1156, ils entrent en conflit avec la congrégation de chanoines réguliers fraîchement installée au mont des Oliviers, qui leur refusent l’entrée dans leur église où ils s’étaient rendus en procession pour la fête de l’Ascension. Le motif du refus était l’absence du patriarche, absent de Jérusalem ; à son retour, celui-ci condamne les chanoines du mont des Oliviers à se rendre pieds nus au Saint-Sépulcre pour faire amende honorable.

### Organisation du chapitre
Le chapitre régulier du Saint-Sépulcre est dirigé par un supérieur élu par les chanoines, qui reçoit le titre de « Prieur du Saint-Sépulcre ». Celui-ci agit au nom du chapitre, et dispose de privilèges particuliers. Premier de tous les abbés et prieurs du patriarcat, il se place juste après les archevêques et évêques dans l’ordre de préséance du patriarcat latin de Jérusalem. Comme ces derniers, il porte l’anneau et la mitre, et est chargé de remplacer le patriarche dans ses fonctions liturgiques lorsque celui-ci est absent. Ce privilège sera confirmé par plusieurs bulles pontificales, publiées par Alexandre III en 1168, 1170 et 1180, puis par Célestin III en 1196. Cette importance accordée au prieur est telle qu’il peut être amené à représenter le patriarche, comme lors du troisième concile du Latran en 1179, où le patriarche est remplacé par Pierre, prieur du Saint-Sépulcre. Urbain IV lui confèrera même le titre de « prieur de l’Église de Jérusalem », étendant son autorité sur l’ensemble des églises du patriarcat.
Comme dans tout chapitre de chanoines, les membres de celui du Saint-Sépulcre se répartissent plusieurs fonctions et charges, nommées « dignités ». La plupart sont présentes dès les origines du chapitre, comme celles d’archidiacre, de chantre, d’écolâtre, d’aumônier ou de camérier. Une dignité particulière est celle de trésorier, dont le titulaire est chargé de la garde de la Vraie Croix, qu’il doit apporter sur les champs de bataille. À partir de 1151, l’archidiacre du patriarcat cesse d’être un chanoine ; au sein du chapitre, cette fonction est remplacée par celle de sous-prieur.
La notoriété de Jérusalem a permis à l’ordre de se répandre en Occident dans tous les pays de la chrétienté latine. De nombreux établissements affiliés sont créés, tous rattachés à la maison mère hiérosolymitaine, et ayant la même liturgie.
Ces chapitres du Saint-Sépulcre sont établis en Allemagne, en Pologne, en Angleterre, en Espagne et aux Pays-Bas.
Après la perte de Jérusalem en 1187, le chapitre du Saint-Sépulcre continue à exister depuis Acre.
Les papes continuent ensuite à favoriser un ordre canonial qui gagne encore en importance, en multipliant concessions, confirmations et élargissements de privilèges. Urbain IV lui accorde l’exemption en 1262, lui permettant ainsi de s’affranchir de toute tutelle, étant seulement rattaché au Saint-Siège.

### Lesmilites sancti Sepulcri
Des hommes dévoués se regroupent en une sorte de confrérie laïque autour du chapitre du Saint-Sépulcre. Des croisés, restés en Terre sainte, mettent spontanément leurs armes au service des chanoines pour protéger et défendre le Saint-Sépulcre. Comme d’autres chevaliers engagés par les églises et les abbayes d’Occident, ils ont le statut de «rendus», dit aussi «donnés» ou «donats», c'est-à-dire de laïcs donnés à la religion, sans prononcer de vœux.
Ces chevaliers laïcs ont alors une double dépendance, une dépendance religieuse envers les chanoines et une dépendance charitable envers les Hospitaliers qui les nourrissent et les entretiennent.
Avant de créer les pauvres chevaliers du Christ et du temple de Salomon, Hugues de Payns a vraisemblablement fait partie des milites sancti Sepulcri dès 1115.
Les patriarches de Jérusalem, que servaient les chanoines, étant parmi les plus gros propriétaires terriens du royaume de Jérusalem —plus du quart de la ville sainte leur appartenant— sont tenus de fournir un contingent armé au roi de Jérusalem. C'est cette obligation militaire, dérivée d'obligations féodales, qui fit longtemps penser à tort aux historiens que l’ordre du Saint-Sépulcre était un ordre militaire.

## L’ordre canonial du Saint-Sépulcre en Europe
Obligé de quitter la Terre sainte à la fin du XIIIe siècle, le chapitre du Saint-Sépulcre se replie à Pérouse.
Les chanoines répandus en Europe ne constituent pas une organisation unique, et ne se reconnaissent pas de chef commun ; leurs usages et constitutions varient selon les lieux.
Le 28 mars 1489, le pape Innocent VIII publie la bulle Cum solerti meditatione, qui fait disparaître l’ordre canonial du Saint Sépulcre en l’incorporant à l’ordre des Hospitaliers.
Toutefois, dans plusieurs pays, les souverains réussiront à obtenir la révocation de cette bulle, ce qui permet aux chanoines du Saint-Sépulcre de continuer à exister, en Pologne et en Espagne, jusqu’au XIXe siècle.

## La vie quotidienne des chanoines

### Activités
Durant la période de leur présence à Jérusalem, les chanoines sont des acteurs importants de la vie liturgique de la capitale du royaume croisé. Outre la messe et la liturgie des Heures qu’ils célèbrent quotidiennement dans la basilique du Saint-Sépulcre, ils assurent des processions pour les grandes fêtes du calendrier chrétien. Ainsi se rendent-ils à l’église du Temple pour la fête de la Présentation de Jésus au Temple (le 2 février), à celle du Mont des Oliviers pour l’Ascension puis à celle du Mont Sion pour la Pentecôte, dix jours plus tard, et dans la vallée de Josaphat pour l’Assomption (le 15 août). En outre, le prieur du Saint-Sépulcre doit remplacer le patriarche pour les messes et homélies lorsque celui-ci est absent.

### Habit

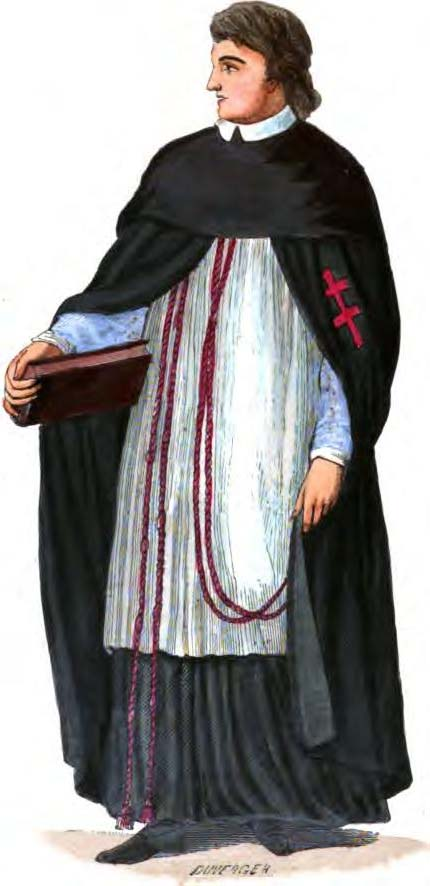
Chanoine du Saint-Sépulcre

Le premier habit des chanoines est blanc, mais, à la perte de tous leurs établissements d’Orient, ils prennent en signe de deuil, l’habit noir qu'ils ont conservé par la suite.
Les chanoines portent une croix patriarcale latine à double traverse écarlate, cousue sur leur habit.

## Historiographie

### Entre confusions et légendes
À partir du XVIIe siècle, sous l’influence de chanoinesses régulières du Saint-Sépulcre établies en Belgique et à Paris, plusieurs auteurs confondant l’ordre équestre du Saint-Sépulcre de Jérusalem et les chanoines du Saint-Sépulcre leur donnent comme fondateur commun Jacques le Juste, premier évêque de Jérusalem. Ils lui attribuent la mise en place d’une communauté cénobitique gardienne du tombeau de Jésus, fondation qu’ils situent en 60 ou 61 (Alphonse Couret en 1905), 69 ou 70 (Zacharie Allemand en 1815) ou même 96 (François Mennens, en 1623). D’autres lui substituent saint Jacques le Majeur (Nicolas Bénard, en 1621). Ainsi les chanoines du Saint-Sépulcre de Miechów se réclameront-ils d’une fondation par Saint Jacques. Toutefois, ces éléments sont invraisemblables, car la vie religieuse en communauté n’est pas apparue avant le IVe siècle, même si la vénération du tombeau du Christ par les premiers chrétiens est probable. Cette recherche de prétendues origines anciennes, est à rapprocher de celle faite par les Carmes, qui avaient éprouvé le besoin de se réclamer d’une légitimité ancienne à leur arrivée en Occident, et s’étaient dits fondés par Élie.
À la même époque, Pierre Davity avance que sainte Hélène, après avoir bâti la basilique de la Résurrection, y a placé des chanoines réguliers de l’ordre de Saint-Augustin, assistés de gentilshommes de sa suite qui en assuraient la garde. Cette affirmation est ensuite reprise par plusieurs auteurs (Bénart, Allemand…), mais il s’agit d’un anachronisme que rien dans les textes de l’époque ne permet de justifier. S’il existait bien un clergé byzantin à la basilique, les renseignements à son sujet sont peu nombreux.
Enfin, des auteurs comme Michel de Pierredon, en 1928, voient des chanoines établis ou subventionnés par Charlemagne dans les vingt-trois canonici comptés au nombre du clergé du Saint-Sépulcre par le Commemoratorium de Casis Dei. Si cet empereur a effectivement envoyé des aumônes en Terre sainte, le terme en question ne désigne en fait que de simples clercs mineurs rattachés à l’église du Saint-Sépulcre.